# Gadó Gábor (zenész)
Gadó Gábor (Pécs, 1957. április 13. –) magyar gitáros, zenéje a dzsessz és a kortárs komolyzene stílusának határán mozog. Többnyire Franciaországban tartózkodik, állandó zenekarának, a Gadó Gábor Quartetnek a tagjai is franciák. Magyarországon csak évente, szűkebb közönség előtt játszanak. Gadó egyik legszebb szerzeménye a Jonathan Livingstone[forrás?], melyet a Balázs Elemér Group is feldolgozott.

## Pályafutása
A zenetanulást a hegedűvel kezdte, de később gitárra váltott. A Bartók Béla Zeneművészeti Szakközépiskola jazz tanszakán Babos Gyula tanítványaként végzett 1983-ban. Ezt követően Budapesten, hazai dzsesszegyüttesekben játszott, később külföldi zenészekkel is gyakran szerepelt. Első együttesét Joy néven alapította, ennek első lemeze a Cross Cultures 1989-ben jelent meg (Hungaropop-Jazz, 022/89), a Special Time (Krém, SLPX 37432) 1991-es megjelenése után Nikola Parovval turnézott Európában. 1995-ben költözött Franciaországba, ez után rövidebb ideig Londonban is élt. Állandó együttesét, a Gadó Gábor Quartettet 2000-ben alapította, melynek felállása azóta sem változott.